# Niphoparmena freudei
Niphoparmena freudei là một loài bọ cánh cứng trong họ Cerambycidae.